# Novoșevcenkove, Dolînska
Novoșevcenkove (în ucraineană Новошевченкове) este un sat în comuna Oleksandrivka din raionul Dolînska, regiunea Kirovohrad, Ucraina.

## Demografie
Componența lingvistică a localității Novoșevcenkove
     Ucraineană (92,15%)
     Română (3,31%)
     Rusă (2,07%)
     Belarusă (1,65%)
Conform recensământului din 2001, majoritatea populației localității Novoșevcenkove era vorbitoare de ucraineană (92,15%), existând în minoritate și vorbitori de română (3,31%), rusă (2,07%) și belarusă (1,65%).